# Agustín Rodríguez Jurado
Agustín Rodríguez Jurado (San Luis, 22 de abril de 1900 - Buenos Aires, 15 de agosto de 1963) fue un jurista y político argentino, que ejerció como Interventor Federal de la Provincia de San Luis durante el gobierno de la revolución del 43.

## Biografía
Se recibió de abogado en la Facultad de Derecho y Ciencias Sociales de la Universidad de Buenos Aires. Fue juez federal en la Provincia de Jujuy y miembro de la Convención que reformó la Constitución de la Provincia de San Luis en el año 1927. Posteriormente fue asesor letrado y jefe del Departamento Legal de los Ferrocarriles del Estado.
Miembro durante años del Partido Demócrata Nacional, luego del golpe de Estado de 1943 apoyó al gobierno militar surgido del mismo. Ocupó puestos judiciales durante ese período, y fue nombrado interventor federal de su provincia en 1944, asumiendo su cargo el día 23 de diciembre de ese año. El 23 de mayo de 1945 se creó la Dirección Provincial de Turismo.[cita requerida] Ejerció ese cargo hasta el mes de septiembre siguiente, en que lo renunció por oponerse al surgimiento político de Juan Domingo Perón, de quien sería opositor cuando llegase a la presidencia.
Tras la instauración de la dictadura autodenominada Revolución Libertadora, fue designado presidente de la Caja de Jubilaciones para el Personal Civil de la Nación en 1956. Las cajas de jubilaciones de asalariados tuvieron entre 1950 y 1954, durante el gobierno de Juan Domingo Perón un superávit que rondaba el 4 por ciento del PBI (una proporción muy significativa del presupuesto público), el resultado se revirtió rápidamente tras el golpe de Estado que instaló en el poder la autodenominada Revolución Libertadora y las cajas pasaron a exhibir un elevado déficit, especialmente desde la década siguiente, a partir de 1955 la jubilación media se redujo en un tercio en moneda constante, a una tasa de descenso aún mayor que la de los salarios. En 1957, la recaudación del sistema de seguridad social habían bajado a un tercio, siendo en especial la baja de la Caja de Jubilaciones para el personal Civil de la Nación que poco después entró en crisis y debió ser rescatada durante la presidencia de Frondizi, quien intervino la caja, desplazando a su director Rodríguez Jurado.
Residente permanente en la ciudad de Buenos Aires, fue uno de los fundadores del Centro Puntano de esa ciudad, que presidió en varias oportunidades.